# Drive
Drive er en amerikansk action-drama-film fra 2011, instrueret af Nicolas Winding Refn og med bl.a. Ryan Gosling, Carey Mulligan, Bryan Cranston, Albert Brooks og Ron Perlman på rollelisten. Manuskriptet er skrevet af  Hossein Amini og er baseret på James Sallis' roman af samme navn.

## Medvirkende
- Ryan Gosling som The Driver
- Carey Mulligan som Irene
- Bryan Cranston som Shannon
- Albert Brooks som Bernie Rose
- Oscar Isaac som Standard Gabriel
- Christina Hendricks som Blanche
- Ron Perlman som Nino Paolozzi / Izzy
- Kaden Leos som Benicio
- Jeff Wolfe som Tan Suit
- James Biberi som Cook
- Russ Tamblyn som Doc
- Andy San Dimas som Dancer